# Eirene averuciformis
Eirene averuciformis is een hydroïdpoliep uit de familie Eirenidae. De poliep komt uit het geslacht Eirene. Eirene averuciformis werd in 2010 voor het eerst wetenschappelijk beschreven door Du, Xu, Huang & Guo. 